# Aéroport de Taloyoak
L'aéroport de Taloyoak est un aéroport du Nunavut, au Canada.
L’aéroport est desservi par la compagnie Canadian North.

## Compagnies et destinations
| Compagnies     | Destinations                                     |
| -------------- | ------------------------------------------------ |
| Canadian North | Cambridge Bay, Gjoa Haven, Kugaaruk, Yellowknife |